# Abdelkader Klouch
Abdelkader Klouch, né le 1er mai 1939, est un homme politique algérien. Membre du Front de libération nationale, il fut député de la première circonscription électorale de la wilaya de Chlef au cours des deuxième (1982-1987) et troisième (1987-1992) législatures.